# The Angina Pectoris
The Angina Pectoris ist eine deutsche Rockband aus Stuttgart.

## Geschichte
Die Band ging 1990 aus dem Synthie-Pop-orientierten Projekt „Feu Ma Mere“ hervor, das von den Musikern Joelen Mingi und Alexander Klaffke in der zweiten Hälfte der 80er Jahre gegründet worden war. Kurz darauf trat Shay Astray, Mingis langjährige Lebensgefährtin, der Band bei. 1990 wurde der erste Plattenvertrag bei KM-Music/Semaphone unterzeichnet.
Die Band trat Anfang der 1990er mit Bands wie Arts & Decay und The Fair Sex auf. 1991 wurde mit Odium die erste Single veröffentlicht. Im selben Jahr machte das Stück Disconsolate auf Zillos German Mystic Sound Sampler Volume II die Band einem breiteren Publikum bekannt. Das im Herbst 1991 auf Zillos erstem Romantic Sound Sampler erschienene Stück The Agony After ist hingegen eine fälschliche Zuschreibung. Tatsächlich stammt der Titel vom (einzigen) Feu Ma Mere-Album Seasons of Mournful (1989). Er gilt gleichwohl bis heute als einer der bekanntesten der Band.
Bevor 1992 das Debütalbum Anno Domini erschien und die Band auf Promotion-Tour ging, bekam sie mit Sin Feissali (Gitarre) als permanentem Bandmitglied Zuwachs. Bereits 1991 war Feissali mit The Angina Pectoris auf Deutschland-Tour gewesen. Mit On the Burning Funeral Pyre wurde 1993 ein Minialbum veröffentlicht, welches auch das letzte bei KM-Music/Semaphone erschienene ist. Darauf wurde ein Vertrag bei der SPV GmbH unterzeichnet. Außerdem war die Tour '93 die erfolgreichste der Band, mit mehreren „Headline“- Auftritten bei verschiedenen Festivals. Im selben Jahr verließen die Band jedoch Sin Feissali, um eine eigene Gruppe zu gründen, sowie „Erzulie“ – der Drumcomputer. Den Gitarrenpart übernahm Anthony Abzu, der Livetechniker der Band, das Schlagzeug wurde mit dem Iren Martyn Lynch besetzt.
1994 erschien mit Anguish das erste und zugleich letzte Album bei SPV und die Band ging auf Tour, die zum ersten Mal im Ausland Station machte. Es wurde ein neuer Vertrag beim legendären Hamburger Plattenlabel AMV/Public Propaganda abgeschlossen. Martyn Lynch verließ 1995 die Band aufgrund musikalischer Differenzen und wurde von Mingis langjährigem Freund Cliff Hill, Ex-Mitglied der amerikanischen Band Shock Therapy, ersetzt. 1996 ging The Angina Pectoris wieder auf große Deutschlandtournee, um das neue Album Insomnia zu promoten. Nach dieser Tour zerbrach jedoch die langjährige Beziehung zwischen Joelen Mingi und Shay Astray. Als Konsequenz quittierte Astray nicht nur ihren Dienst, sondern zog sich gänzlich aus dem Musikgeschäft zurück. Die Band wurde daraufhin von Mingi restrukturiert und kreativ neu ausgerichtet.
Das Lineup der Band wurde erweitert, um kraftvollere Musik zu erzeugen. Antony Abzu gab den Gitarrenpart ab und übernahm die technische Leitung. Ab 1997 trat die Band nicht mehr öffentlich auf und arbeitete quasi isoliert an einem neuen Album.
Mit Dying Heart wurde 1999 eine inoffizielle CD-Single veröffentlicht, die nur ausgewählte Fans bekamen. Der erste Auftritt seit zwei Jahren fand als „Headliner“ eines Festivals in der Rockfabrik Ludwigsburg statt. Im Januar 2000 wurde die CD-Single Mandy vom neuen Album Lakshmi veröffentlicht. Fünf Monate später startete die Welttournee, die durch Europa und Asien führte und von verschiedenen Sponsoren unterstützt wurde, wie z. B. Channel-V TV, Channel 4, Hammer Magazine, Gothic Magazine, NewsZine, Oblivion, Powermetal.de. 2001 wurde das Lakshmi-Album herausgebracht und der zweite Teil der Worldtour unternommen, die am 15. Dezember in Deutschland endete.

## Diskografie
- 1989: Seasons of Mournful (Album, als Feu Ma Mere)
- 1991: Odium (12"-Single)
- 1991: Disconsolate auf Zillos German Mystik Sound Sampler II
- 1991: The Agony After auf Zillos Romantic Sound Sampler (unveränderte Wiederveröffentlichung eines Feu Ma Mere-Titels)
- 1992: Anno Domini (Album)
- 1993: On the Burning Funeral Pyre (Mini-Album)
- 1994: Anguish (Album)
- 1996: Insomnia (Album)
- 1999: Dying Heart (inoffizielle Promotion-Single für Fans)
- 2000: Mandy (Single)
- 2000: Lakshmi (Album)
- 2016: Seven Year Itch (Album)